# 嘉禄·斐理伯·西门内斯·贝洛
嘉祿·斐理伯·西門內斯·貝洛（葡萄牙語：Carlos Filipe Ximenes Belo；1948年2月3日—）是東帝汶籍天主教主教、慈幼會會士及帝力教區榮休宗座署理。

## 早年生活与宗教职业
贝洛是多明戈斯·瓦斯·斐理伯和埃尔梅琳达·巴普蒂斯塔·斐理伯的第五个孩子，生於1948年2月3日葡屬帝汶北部的包考，父亲是一名教师，在他出生两年后去世。巴洛就读于包考和奥苏的天主教学校，其后离开帝力，进入戴尔县的一个小型神学院，于1968年毕业。贝洛曾于1974年至1976年在东帝汶和澳门实习，除此之外，在1969年至1981年间，他还在葡萄牙天主教大学和慈幼宗座大学学习哲学。 1981年，贝洛回国，当时印度尼西亚正于康乃馨革命后入侵东帝汶，根据要求，他获得了印度尼西亚公民身份。 

## 宗座署理生涯
1983年，蒙席马蒂尼奥·达·科斯塔·洛佩斯被免去宗座管理职务后，其职位一直空缺。1988年3月21日，贝洛被教宗任命為帝力教區宗座署理，領洛留姆領銜教區主教銜，以及东帝汶天主教会高级官员。 同年6月19日，在聖座駐印度尼西亞大使方濟各·法納里尼總主教手中晉牧 ，其选择的座右铭为“Caritas Veritatis-Veritas Caritatis”。 
贝洛继承前任牧师的道路，在上任五个月后，发表布道谴责1983年克拉拉斯大屠杀以及针对大批印度尼西亚人的逮捕行动。他开展了一项海外联络计划，以消除世界对于发生于东帝汶的暴力事件的无知。
1989年2月，贝洛致信葡萄牙总统、教皇和联合国秘书长，该信件于4月公开，信中呼吁联合国对东帝汶即将举行的全民公投提供赞助和进行监督，并为东帝汶人民提供国际援助，信中称“东帝汶作为一个民族和一个国家，已经濒临消亡”。1991年，他在自己家中为逃离圣克鲁斯大屠杀的年轻人提供庇护，并致力于揭露大屠杀的死亡人数，进一步激怒了印度尼西亚当局。
1996年12月10日，西門內斯·貝洛與何塞·拉莫斯·霍塔一起獲得諾貝爾和平獎，獲此獎的理由是：“為尋求和平解決東帝汶問題作出了重大貢獻” ，凭借这一荣誉，他得到了与包括美国总统比尔·克林顿和南非的纳尔逊·曼德拉在内的多位世界领导人会面的机会。
2002年5月20日东帝汶独立后，贝洛因病前往葡萄牙接受了几个月的治疗。贝洛后来表示其身体和精神都感到疲劳，需要很长时间的休养。2002年10月28日，贝洛同东帝汶另一个教区的署理巴西利奥·多·纳西门托主教与教皇若望保祿二世进行了私人会面。其后他向聖座申請榮休，聖座任命包考教區宗座署理巴西略·多·納西門托署理該教區， 梵蒂冈官方公告没有对其于54岁选择退休的原因作出解释，但引用了允许主教出于重大原因或健康问题而退休的教会规定。  

## 后期活动
辞职后，贝洛前往葡萄牙，并表示此行的目的为接受癌症治疗。 
2004年，聖座任命了亞爾伯·利則·達席爾瓦為帝力教區正權主教。该年年初，多次有人呼吁贝洛返回东帝汶竞选总统，5月，贝洛接受葡萄牙廣播電視台采访时表示，“决定将政治留给政客”。 
2004年6月开始，贝洛工作于莫桑比克马普托教区，并将自己的角色描述为助理司铎，通过向儿童传授教理问答、为年轻人提供静修机会来从事牧灵工作，称自己已经为各个年龄段的人作出过贡献。贝洛接受采访时表示，他离开帝力是因为新的政治形势需要新的领导层来承担和解工作，而不需要像他之前参加过的战斗联盟，另外他选择莫桑比克的原因是他认为自己无法再学习另一种语言，并且征求过上级克雷森齐奥·塞佩枢机主教的意见。他并表示计划暂停工作一年。 

## 其他奖项
1995年，加拿大人权组织“人权和民主”授予贝洛约翰·汉弗莱自由奖。 
1988年8月3日，贝洛获得葡萄牙政府颁发的大十字自由勋章。 
2004年，CEU埃雷拉大学授予贝洛荣誉博士学位。
贝洛被里斯本科学院国际葡萄牙人运动评为2010年度葡萄牙人物。 

## 性侵指控
2022年9月28日，荷兰杂志绿色的阿姆斯特丹人（De GroeneAmsterdammer）报道，两名男子指控贝洛在东帝汶对他们和其他人进行了性侵。该杂志的调查结果表明，贝洛在担任主教之前和担任主教期间，于法图马卡和帝力对两名男孩实施了性侵。 第二天（距离贝洛在2019年受到性侵指控不到一年），梵蒂冈发言人证实，教会官员已于2020年对贝洛作出纪律处分。处分措施包括限制贝洛的行动、强制贝洛履行职责以及禁止贝洛与儿童接触，另外，贝洛还被禁止与东帝汶有任何联系。2021年，梵蒂冈对贝洛的纪律处分进行了“修改和加强”。发言人表示，贝洛接受了这些处分决定。 